# Nuoto paralimpico

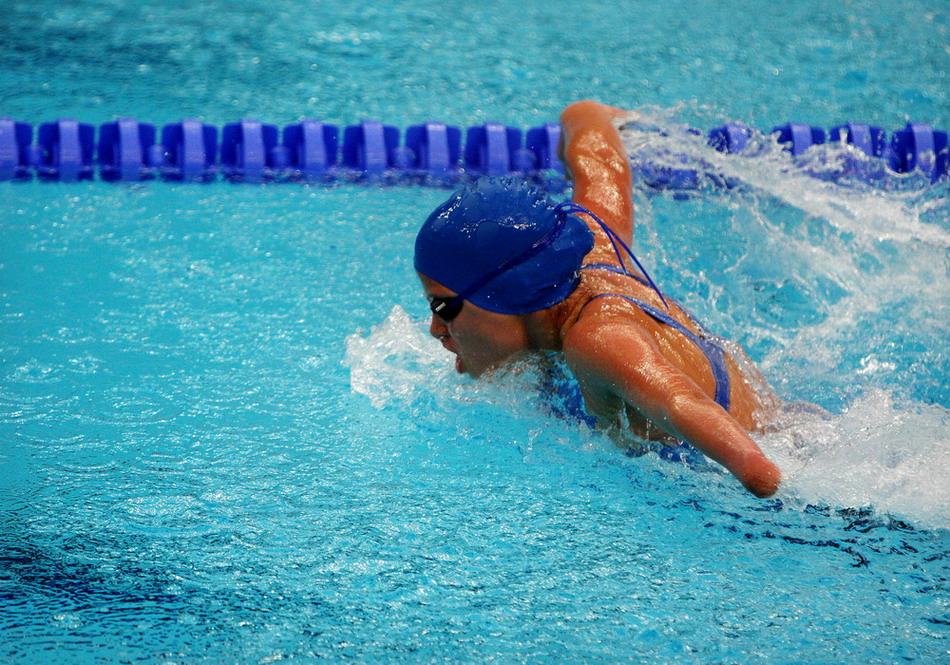
Un'atleta impegnata in una gara di farfalla ai Giochi Paralimpici estivi di Pechino 2008

Il nuoto paralimpico (o nuoto per disabili) è una disciplina del nuoto tradizionale che viene praticato da atleti con disabilità.
Le competizioni a livello internazionale, inclusi i Giochi Paralimpici, sono organizzate dalla IPC Swimming, la sezione nuoto dell'IPC (Comitato Paralimpico Internazionale).
Questo sport può essere praticato da atleti con differenti disabilità: sensoriali (visive), fisiche (amputazioni, lesioni midollari, cerebrolesioni e compromissioni agli arti) e intellettive. 

## Storia
Il nuoto paralimpico è uno sport presente sin dalla prima edizione dei Giochi Paralimpici di Roma 1960, a cui presero parte 15 nazioni. In questa edizione parteciparono solamente atleti con lesioni spinali che vennero suddivisi in cinque classi e gareggiarono negli stili dorso, rana e stile libero sulle distanze 25 e 50 metri.
Nell'edizione successiva, Tokyo 1964, per la prima volta viene inserita nel programma gare paralimpico una staffetta (open mista). 
A Tel Aviv 1968, vengono inserite altre tre staffette nel programma gare.
Gli atleti ciechi e ipovedenti parteciparono per la prima volta ai Giochi Paralimpici di Toronto 1976. Nella stessa edizione venne inserito nel programma gare anche lo stile farfalla.

### In Italia
L'Italia fu una delle 15 nazioni che parteciparono alla prima edizione dei Giochi Paralimpici (Roma 1960) e da allora ha partecipato a 16 edizioni. 
In Italia, l'organizzazione e la regolamentazione dell'attività natatoria paralimpica, per quanto concerne la disabilità fisica, è stata demandata alla FINP, fondata nel 2010. Per quanto riguarda la disabilità intellettiva relazionale è preposta la FISDIR.

## Categorie
I nuotatori sono classificati in base al tipo di disabilità. Nuotatori con disabilità fisiche sono collocati in una categoria tra 1 e 10, dove 1 corrisponde ai tipi più severi di disabilità.
Le disabilità dei nuotatori paralimpici possono essere singole o multiple assenze di arti, paralisi, patologie del midollo spinale (che hanno portato alla paralisi o a una disabilità nella coordinazione degli arti), nanismo.
I numeri delle categorie sono associati con prefissi che dipendono dal tipo di evento. Il prefisso "S" corrisponde alle categorie stile libero, dorso e farfalla, "SB" alla categoria rana ed "SM" alla mista. Un nuotatore con diverse disabilità fisiche può competere ad esempio nel dorso in una competizione S3, mentre un nuotatore non vedente può competere nel misto nella classe SM11.
Le categorie sono organizzate così:
- S1 SB1: i nuotatori in questa classe sportiva hanno avuto una perdita significativa della massa e potenza muscolare e/o del controllo delle gambe, delle braccia e delle mani. Alcuni atleti hanno anche un controllo limitato del tronco. Questo può essere causato dalla tetraplegia, per esempio. I nuotatori in questa classe in molti casi fanno uso di una sedia a rotelle nella vita quotidiana.
- S2 SB1: i nuotatori in questa classe sportiva fanno conto principalmente sulle loro braccia per nuotare. La funzione delle loro mani, gambe e del tronco è limitata dalla tetraplegia o da problemi di coordinamento per esempio.
- S3 SB2: questa classe sportiva include atleti con un'amputazione di entrambe le braccia e le gambe; nuotatori con una ragionevole disabilità alle braccia e la mancanza di controllo sulle gambe e/o sul tronco; nuotatori con severi problemi di coordinazione in tutti gli arti.

Nuotatori affetti da problemi di vista competono in categorie separate, e sono collocati nelle categorie 11, 12 o 13. La categoria 11 comprende i nuotatori totalmente ciechi, mentre gli atleti della categoria 13 hanno una situazione meno grave di ipovisione.
Nuotatori con disabilità mentali competono nella categoria 14.